# Espèce opportuniste
Une espèce opportuniste est une espèce qui présente une capacité d'adaptation élevée,. Elle occupe des habitats nouvellement disponibles, survit dans des environnements transitoires, imprévisibles. Peu spécialisée, elle modifie son mode d'alimentation pour coloniser de nouveaux espaces.

## Opportunisme écologique
Une espèce est dite opportuniste au sens écologique du terme quand elle peut s'adapter à plusieurs écosystèmes. Les plantes rudérales (qui poussent sur les friches, les décombres), par exemple, sont des espèces opportunistes : elles tirent bénéfice de conditions temporaires favorables, liées au fait que des plantes compétitives ont été anéanties sur le site ; elles profitent ainsi de la baisse de la concurrence, et de la diminution, par conséquent, de la demande biologique de ressources. La sardine, activement opportuniste, réussit à faire face aux perturbations provoquées par le réchauffement climatique, et profite même de leurs effets néfastes sur ses prédateurs et concurrents ; c'est une raison pour laquelle des spécialistes ont suggéré de la considérer comme un marqueur permettant de diagnostiquer des bouleversements dans les écosystèmes marins.

## Opportunisme biologique
Une espèce est dite opportuniste au sens biologique du terme quand son cycle biologique se modifie pour assurer un développement rapide de l'espèce. Elle se reproduit de manière précoce. Les plantes rudérales sont comme de nombreuses espèces opportunistes petites, très fécondes, leur durée de vie est courte ; elles produisent un grand nombre de graines, qui se dispersent facilement sur de longues distances et présentent une plasticité phénotypique en réponse aux variations des ressources disponibles.

## Usages de l'expression
Une espèce opportuniste l'est relativement à son effet dans un contexte déterminé ; effets (voire conséquences) qui dépendent en premier lieu des circonstances et/ou de l'occasion. De fait, un environnement relativement stable ne subissant pas de perturbation particulière est peu propice à l'opportunisme spécifique.
Le terme a souvent une connotation péjorative, car associé à des phénomènes causées par des espèces invasives. Cependant il qualifie aussi le caractère moins habituel ou attendu d'un effet dû à l'espèce incriminée. Par exemple : l'hyène tachetée est un chasseur mais aussi un charognard opportuniste, tout comme le lion, au contraire du guépard, purement chasseur, ou du vautour, purement charognard.
L'opportunisme écologique ne doit pas être confondu avec l'ubiquisme, qui désigne la capacité d'une espèce à endosser des rôles écologiques variés de façon constante, et non pas seulement circonstancielle, à la faveur d'une perturbation écologique par exemple.